# Спортивна федерація глухих України
Спортивна федерація глухих України (СФГУ, англ. Ukraine Deaf Sports Federation) — всеукраїнська громадська організація спортивного спрямування. Спортивна федерація глухих України є добровільним всеукраїнським об'єднанням фізичних осіб з інвалідністю зі слуху фізкультурно - спортивної спрямованості, основним завданням якої є забезпечення розвитку дефлімпійського руху і спорту глухих в Україні як складової частини міжнародного дефлімпійського руху і спорту глухих, а також для здійснення та захисту прав і свобод людини та громадянина, задоволення суспільних, зокрема, економічних, соціальних, культурних, освітніх та інших інтересів своїх членів та/або інших зацікавлених у фізкультурно-спортивній сфері глухих осіб. 
Організація була заснована 12 квітня 1992 року. В цьому ж році СФГУ було прийнято до Європейської спортивної організації глухих (ЕСОГ, англ. European Deaf Sports Organization)   та Міжнародного спортивного комітету глухих (МСКГ, англ. International Committee of Sports for the Deaf)  з правом участі у всіх міжнародних змаганнях, які проводяться під їх егідами.
Основна мета організації — розвиток і популяризація дефлімпійського руху та спорту глухих в Україні, сприяння підвищенню рівня фізкультурно-спортивної роботи серед осіб з вадами слуху, їх всебічної реабілітації в суспільстві, а також захист інтересів своїх членів та/або інших зацікавлених у фізкультурно-спортивній сфері глухих осіб.

## Історія
Вперше на міжнародній арені національна збірна дебютувала на XVII Всесвітніх літніх іграх глухих у 1993 році, що проходили в м. Софія (Болгарія). Її здобутком стали 2 золоті (легка атлетика), 4 срібні (плавання – 1, настільний теніс – 1, легка атлетика – 2), а також 2 бронзові медалі (жіночий волейбол та вільна боротьба). У неофіційному загальнокомандному заліку збірна України серед спортсменів з порушеннями слуху отримала 13 місце.
Вже на XVIII Всесвітніх літніх іграх глухих у 1997 році в Копенгагені (Данія) українська громадськість раділа блискучим результатам українських спортсменів з порушеннями слуху. Їхні успіхи склали 5 золотих (легка атлетика – 4, чоловічий волейбол – 1), 10 срібних (легка атлетика – 4, плавання – 1, жіночий волейбол – 1, греко-римська боротьба – 1, спортивне орієнтування – 2, настільний теніс – 1), а також 5 бронзових медалей (легка атлетика – 3, боротьба – 2). Там же було встановлено 4 світових рекорди. У неофіційному загальнокомандному заліку українці зайняли 9 місце.
У 2001 році в м. Рим (Італія) дефлімпійці з усього світу зібралися на ХІХ літніх Дефлімпійських іграх. Українські спортсмени з порушеннями слуху показали там найвищий результат за історію розвитку українських дефлімпійських видів спорту, здобувши 12 золотих, 12 срібних і 10 бронзових нагород, а також встановили 4 світових рекорди та посіли 4 загальнокомандне місце з 85 країн-учасниць.
На 20-тих літних Дефлімпійських іграх, які пройшли з 05 по 16 січня 2005 року в австралійських містах Мельбурн і Баллараті наша держава була представлена 96 спортсменами серед 3500 спортсменів-учасників. Українські дефлімпійці виступили у 8 видах спорту (легка атлетика, спортивне орієнтування, жіночий та чоловічий волейбол, настільний теніс, плавання, боротьба греко-римська та вільна, пляжний волейбол та баскетбол) і вибороли 51 нагороду різного ґатунку, з них 20 золотих, 17 срібних і 14 бронзових медалей, встановили 4 рекорди світу. У неофіційному заліку дефлімпійська команда України посіла перше місце серед 85 країн-учасниць, випередивши команди з Росії, США і Китаю.
Зимовий дефлімпійський дебют для нашої національної збірної команди відбувся в 1999 році на XIV зимових Всесвітніх іграх глухих, м. Давос, Швейцарія ( з 06 по 14.03.1999р.), разом із 18 іншими країнами світу (загалом 273 атлети). Спортсмени змагались у чотирьох видах спорту: гірські лижі, сноубордінг, лижні перегони та хокей. На жаль, примхлива фортуна не була на боці наших дефлімпійців, котрі змагались лише у одному виді спорту – лижних перегонах, – у здобутку команди були лише 8-і та 9-ті місця. Окрім того, команду представляло лише 7 спортсменів - 3 жінки та 4 чоловіка.
Наступні зимові Дефлімпійські ігри - XV зимові Дефлімпійські ігри м. Сундсвалл, Швеція, 26 лютого по  09 березня 2003 р. -  для нашої команди були більш успішними – срібло у чоловічій естафеті (3Х10 км). Команду представляло 4 чоловіки, троє з яких стали переможцями у естафеті. Загалом, 253 атлети з 21 країни, змагаючись у чотирьох видах спорту - гірські лижі, сноубордінг, лижні перегони та хокей,- брали участь у XV зимових Дефлімпійських іграх.
З 01 по 10 лютого 2007 року в м. Солт-Лейк-Сіті (США) відбулись XVI зимові Дефлімпійські ігри. Приблизно 370 спортсменів із 23 країн світу взяли участь у цьому заході, змагаючись у 5-ти видах спорту - гірськолижний спорт, лижні перегони, керлінг (показові змагання), хокей, сноубординг. Національна дефлімпійська команда України, у складі якої було лише 8 спортсменів, достойно виступила на Іграх в Солт-Лейк-Сіті. Гучно та здивовано про нашу державу як авторитетного члена зимової дефлімпійської спортивної сім’ї заговорили вперше - щодня наша команда радувала вболівальників почесними нагородами. Українські спортсмени змагалися лише у одному виді змагань: лижних гонках. В загально-командному заліку (за кількістю здобутих нагород) національна Дефлімпійська збірна команда України посіла почесне 5 місце, що є найкращим результатом за всю історію участі українських спортсменів з вадами слуху в зимових Дефлімпійських іграх. Сенсаційним високим результатом української збірної стало 7 медалей: 4 срібних та 3 бронзових. Яскравим та хвилюючим був командний виступ нашої команди у естафеті серед чоловіків та командному забігу серед жінок та чоловіків – три командні почесні срібні нагороди нашої національної збірної у цьому виді змагань за своєю цінністю можна прирівняти до золота найвищого ґатунку.
В Тайпеї в 2008 році за рік до Дефлімпійських ігор 2009 пройшла їх урочиста презентація. У презентації брали участь президент Тайваню, головний координатор Ігор, Джеккі Чан та інші відомі особистості. Отже, з 05 по 15 вересня 2009 році, відбулись ХХІ Дефлімпійські ігри, де українська збірна отримала загалом 67 медалей (22 золотих, 22 срібних, 25 бронзові).
На 22-тих літних Дефлімпійських іграх, які пройшли з 26 липня по 04 серпня 2013 року в болгарському місті Софія, представники нашої держави вибороли 88 нагород, а саме: 21 золоту, 30 срібних і 37 бронзових медалей. 
Дефлімпійська збірна України посіла перше місце в загальному медальному заліку на першому чемпіонаті світу з дзюдо серед глухих у Версалі, Франція, який пройшов 27-30 жовтня 2021 року. Збірна здобула 7 золотих медалей та 7 бронзових. 